# 안토니오 프리울리

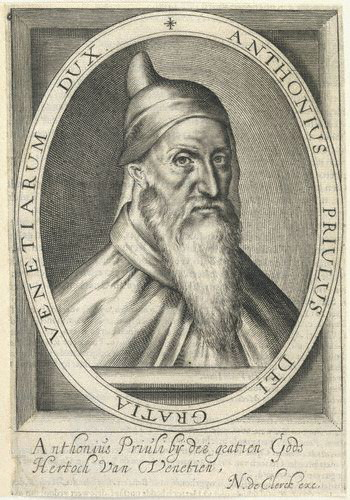
안토니오 프리울리

안토니오 프리울리 (Antonio Priuli, 1548년 5월 10일 – 1623년 8월 12일)는 제94대 베네치아 공화국의 도제이며, 1618년 5월 17일부터 사망할때까지 재임했다. 프리울리는 제1대 베드마르 후작 알폰소 데 라 쿠에바인 베네치아 주재 스페인대사가 꾸민 스페인 음모 사건이 진행되던 중반에 선출되었으며, “밀정 전쟁”은 1622년까지 끝나지 않았다.

## 배경, 1548년–1618년
프리울리는 베네치아에서 태어나 죽었다. 그는 제롤라노 프리울리 (Gerolamo Priuli)와 엘리사베타 카펠로 (Elisabetta Cappello)의 아들로 태어났다. 그는 선원이자 군인으로서 성공적인 경력을 누렸다. 그는 엘레나 바르바리고 (Elena Barbarigo)와 혼인하여 14명의 자녀를 두었는데, 이 많은 자녀들은 프리울리가 극도의 빚을 지게 되는 이유를 초래했다.
1618년에 그는 벨리아의 프로베디토레로 임명됐다. 니콜로 도나토가 도제로 선출된지 35일만에 갑작스럽게 죽으면서, 프리울리는 도제가 되기 위하여 벨리아에서 불러들여졌다.

## 도제, 1618년–1623년
프리울리는 도나토가 죽은지 하루만인 1618년 5월 17일에 급하게 도제로 선출됐다. 그가 선출된 당시는 베드마르 백작이 이끄는 스페인의 용병대들이 베네치아 영토에 상륙했다고 널리 알려졌는데, 베드마르는 베네치아 국방에 성공적으로 침입했으며, 스페인 함대가 베네치아를 점령할 준비 태세를 갖춰져 있었다. 프리울리의 선출은 베네치아에 대한 개인들의 의심적인 계획을 알아내는 혹독한 과정을 시작했다. 혐의 없이, 특히 외국인 선원들과 병사들이 집중되어 수 백명이 체포되었다. 범인 수색 과정이 많은 실제 음모자들의 체포로 이어졌지만, 또한 당시 잉글랜드의 대사관에 근무하다가1622년 4월 21일에 처형당한 귀족 안토니오 포스카리니 (Antonio Foscarini) 같은 많은 무고한 이들이 체포되었다.
이 사태는 1622년에 끝이 났으며, 1623년 1월 16일에 베네치아 정부는 포스카리니의 처형에 대해 알라시아 탤벗에게 사과문을 보냈고, 수색의 진상을 밝혔다. 베네치아와 스페인은 17세기 내내 반목을 지속했지만, 1618년-1622년 당시에 사태까지는 이르지 않았다.
1623년 2월에 비록 바텔리나에 한정하긴 했지만 30년 전쟁의 여파가 베네치아의 영토까지 미쳤다. 그러나 프리울리는 개입하기에는 이미 너무나 병들었고, 얼마 못 가 1623년 8월 12일에 사망했다.

## 참고 사항
이 문서는 이탈리아어 위키백과의 해당 문서를 바탕으로 작성됨.